# 诺罗敦·西哈努克在中华人民共和国的流亡生涯

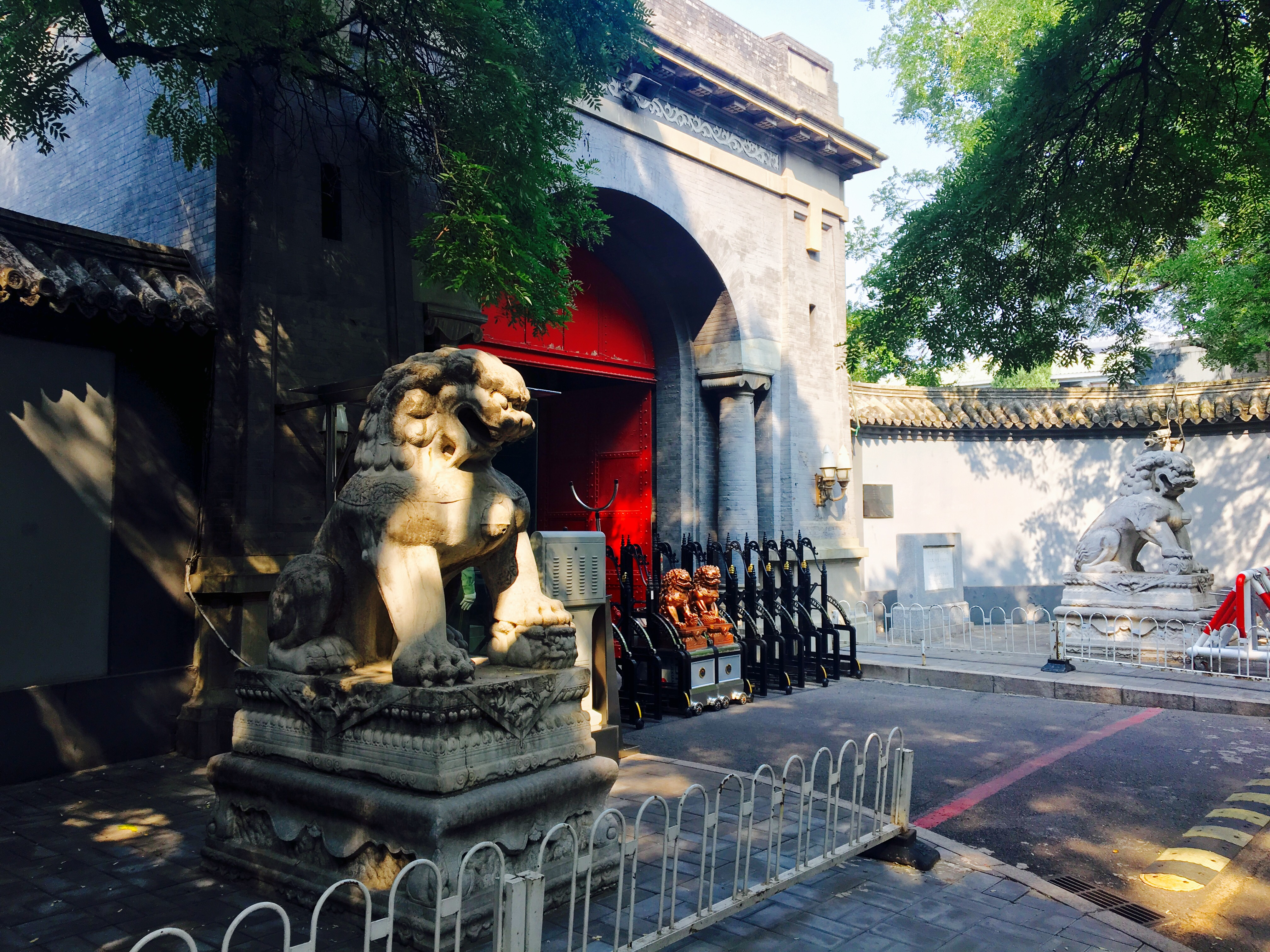
西哈努克在北京长期居住的东交民巷15号院

1970年3月，柬埔寨王国国家元首诺罗敦·西哈努克去苏联访问，他被柬埔寨首相朗诺和副首相西索瓦·施里玛达解除国家元首职务，西哈努克迫不得已，流亡中华人民共和国。1975年4月17日，柬埔寨金边被紅色高棉佔領，西哈努克返回柬埔寨担任国家元首，但不久即被波尔布特软禁至1979年初柬越战争爆发，此后西哈努克二次在华流亡，直至1991年《全面政治解决柬埔寨冲突协定》签署后才重返柬埔寨，并于1993年重祚。

## 歷史

### 背景
1970年3月，越南战争日益扩大化。柬埔寨国内政治势力風起雲湧，一部分人，以首相朗诺和副首相施里玛达为代表，亲西方、亲美国；另一部分人，以西哈努克为代表，親蘇聯，两派政治势力分歧也日益扩大化。3月18日，柬埔寨首相朗诺和副首相施里玛达趁西哈努克去苏联访问之机，在美国协助下，发起军事政变，废除西哈努克的国家元首职务，而且判处他死刑。在苏联访问的西哈努克从苏联领导人口中得知這個消息，震惊不已。19日上午，西哈努克从莫斯科来到中华人民共和国首都北京。

### 经过
中华人民共和国国家领导人周恩来、叶剑英、李先念等前往首都国际机场迎接西哈努克，同时中华人民共和国政府还邀请了46位外国驻华大使参加，周恩来等人同西哈努克亲切握手，并且行拥抱礼仪，周恩来当场说：“您仍然是柬埔寨国家元首，我们永远承认您，决不认同别人！”
最初几天，西哈努克被安排在北京钓鱼台国宾馆5号楼，周恩来两次前往探视，并且询问西哈努克对于柬埔寨国内政治形势的分析和看法。
西哈努克对周恩来说：“朗诺集团投靠美国，背叛祖国，是柬埔寨人民的叛徒。为了国家独立和民族解放，我打算成立一个团结一致的民族统一和联合政府，希望中华人民共和国政府给予帮助”。
毛泽东、周恩来等拍板同意西哈努克的请求，帮助其在北京成立了一个流亡政府——柬埔寨王国民族联合政府。
中华人民共和国为帮助西哈努克重新返回王位，联合北越、老挝、柬埔寨（西哈努克）合作抗击美国，并且邀请北越總理范文同访华。
1970年3月24日，北越总理范文同来到中华人民共和国进行国事访问。毛泽东同范文同就三国联合抗美的意见达成一致。
1970年4月24日，越南民主共和國总理范文同、老撾愛國陣線主席苏發努冯親王、柬埔寨民族统一阵线主席西哈努克、柬埔寨民族团结政府首相宾努在中华人民共和国广东省广州市举行“联合抗美”会议，会议通过了《印支三国联合声明》。
会议之前，周恩来从北京乘飞机到广州，分别就各领导人会谈，周恩来说：“七亿中国人民是印支三国人民的坚强后盾，辽阔的中国领土是印支三国人民的可靠后方”。
西哈努克参加完会议回到北京后，毛泽东在人民大会堂接见他，毛泽东说：“我们欢迎你们常住北京，支持你们努力工作，尽可能协助你们的救国事业……我喜欢您的讲话，内容坦率，思想真诚，您好像有共产党员的资格……”
西哈努克听后，哈哈大笑说：“毛主席，我不是共产党员，也不具备加入共产党的资格。为了民族解放和国家独立，我可以同柬埔寨国内共产党联合，共同抗击美国侵略者”。
为了援助西哈努克抗美救国事业，毛泽东签署命令，对于西哈努克的一切要求，都要给予全面和全力支持，要钱给钱，要物给物，不作丝毫保留。
1970年5月4日，西哈努克在钓鱼台国宾馆举行第一次全体会议，通过了民族统一阵线的政治纲领，西哈努克担任民族统一阵线主席。随后，又举行民族统一阵线会议，成立民族团结政府，西哈努克担任柬埔寨国家主席团主席，宾努担任内阁首相，乔森潘担任副首相及国防部长，同时还选举了12名内阁成员，政府一部分设立在北京，一部分设立在柬埔寨解放区。
西哈努克一直居住在钓鱼台国宾馆，但是，那里也是“四人帮”常住的地方，为了防止西哈努克受到四人帮的冲击和国事机密泄露，毛泽东指示周恩来为他寻找一个新住所，周恩来安排西哈努克住到了北京东交民巷15号宾馆，1970年12月，西哈努克及其夫人、侍从都搬入新住所，宾馆改名做“柬埔寨元首府”，西哈努克喜欢游泳、打羽毛球、歌舞。
一位西方记者采访西哈努克：“您是柬埔寨亲王，又是佛教徒，您在中国成立了流亡政府，您也想充当中国的傀儡吗？”西哈努克回复说：“你胡说八道！我绝不是中国的俘虏，更不是中国的傀儡。我在中国长期留住的原因是，中国支持我们反抗美国侵略，给了我们很大帮助。另一原因是，中华人民共和国的伟大领袖毛泽东和周恩来总理是我们尊重的好朋友！”
为了支援西哈努克抗美救国运动，中华人民共和国政府每年给西哈努克提供500万元人民币的资助，同时派遣保卫员进驻他的住所保卫其安全，同时，中华人民共和国政府给西哈努克无偿军事援助，中国人民解放军进驻柬埔寨，从“胡志明小道”运送物资到柬埔寨，最初每天只有几十辆车，1974年达到每天1500辆车，共计达到几亿元人民币。
1973年2月到4月，西哈努克从胡志明小道悄悄回国探查战争情况。1973年，周恩来批文，在云南省昆明市安宁温泉为西哈努克建别墅，作为西哈努克在中国的行宫之一，不过西哈努克从未到访安宁温泉。
1970年政变后，西哈努克的母亲西索瓦·哥沙曼王后就被柬埔寨新政府胁迫搬离宫廷，软禁在郊区的一座别墅，1973年在周恩来斡旋下因健康原因获准到北京与儿子会合，2年后在中国去世。
在1970年至1975年间，西哈努克在中国多地参观访问，中央新闻纪录电影制片厂为西哈努克摄制了23部（共68本）纪录片，这些影像也在电影院贴片播映的《新闻简报》中播出，与当时为数不多可供上映的电影——八大样板戏、“老三战”（《地道战》、《地雷战》、《南征北战》）——齐名，西哈努克也因文化大革命期间在电影院出镜率之高而被民众调侃为当时“中国最红的电影明星”。

### 结束
1975年4月17日，柬埔寨共产党红色高棉占领柬埔寨，朗诺政府被击垮，柬埔寨解放，西哈努克返回柬埔寨，重新登上王位，由于毛泽东、周恩来都已病入膏肓，两人嘱咐邓小平、叶剑英给他送行，西哈努克从此结束了长达5年的流亡生涯，回到柬埔寨。回国前夕，西哈努克写了一首《我亲爱的第二祖国》：“啊！光荣伟大的中国，我向你致敬，我衷心热爱你，把你当做我的第二祖国！”

### 第二次流亡
西哈努克在回到柬埔寨后不久即被波尔布特软禁于王宫内，直至越军攻入柬埔寨。1979年1月5日，在越军向金边进攻之际，波尔布特要求西哈努克率领民主柬埔寨代表团赴美国纽约出席联合国安理会特别会议，恢复人身自由的西哈努克于1月6日飞往北京，在首都机场受到邓小平迎接（次日越军即攻入金边），1月9日启程赴纽约。
但此后西哈努克在美国的行动频繁受到“红色高棉”成员的监视，西哈努克只得在一名美国警官协助下逃往美国常驻联合国使团，试图向美国寻求政治避难，但并未得到华盛顿方面的回应。西哈努克最终于1979年2月12日离开纽约，2月13日经东京、上海飞抵北京，不久后中越战争即告爆发。
随着《全面政治解决柬埔寨冲突协定》于1991年10月23日签署，西哈努克于1991年11月14日离开北京，重返阔别近13年的金边。